# Ludwig Anton
Ludwig Anton (geboren als Sigmund Krauss 26. Juli 1872 in Wien, Österreich-Ungarn; gestorben 8. Dezember 1941 in Wien) war ein österreichischer Schriftsteller und Arzt.

## Leben
Krauss war jüdischer Herkunft. Er studierte in seiner Heimatstadt Wien Medizin und war als Arzt in Baden bei Wien tätig. Neben einigen Dramen, Lustspielen und okkultistische Abenteuerromanen verfasste er unter seinem Pseudonym Ludwig Anton auch den frühen utopischen Roman Brücken über dem Weltenraum, der einen ersten Raumflug zur Venus schildert und im deutschen Sprachraum relativ unbekannt blieb. Hugo Gernsback ließ das Buch aber für seine Reihe Wonder Stories Quarterly übersetzen, wo es Winter 1933 unter dem Titel Interplanetary Bridges erschien.
Seine Töchter Alice Penkala und Edith Krausz waren ebenfalls literarisch tätig.

## Werk
- Wie der Krieg sein Ende fand und andere Geschichten. Wien : Karl Harbauer, 1919, DNB 363546154
- Dann Notwehr, Drama (mit J. Ferch). Wien : Max Pfeffer, 1921. Aufführung im Kommödienhaus Wien.
- Die Erdbeere, Lustspiel (mit W. Altmann). 1921
- Brücken über dem Weltenraum. Ein Roman deutscher Zukunft. Bad Rothenfelde : Holzwarth, 1922, DNB 572742576
- Die japanische Pest. Roman. Bad Rothenfelde : Holzwarth, 1922, DNB 572007485
- Verlorenes Paradies. Roman. Braunschweig : Westermann, 1923, DNB 572742622
- Der Kiek, Roman. Bad Rothenfelde : Holzwarth, 1925, DNB 572742584
- Der Mann im Schatten, Roman. Braunschweig : Westermann, 1926, DNB 572742614
- Gift aus Amerika. Ein Wiener Abenteuerroman. Regensburg : Manz, 1933, DNB 572007477